# Университет имени Миколаса Ромериса
Университет Миколаса Ромериса (МРУ) (лит. Mykolo Romerio universitetas, сокр. MRU) — высшее учебное заведение в Вильнюсе, Литва, насчитывающее порядка 21,5 тысяч студентов. Обучение в университете проводится на литовском и английском языках.
В состав университета входят два учебных кампуса в Вильнюсе, один учебный кампус в Каунасе, научная лаборатория и четыре студенческих общежития. Название университета присвоено в честь юриста Михала Пиуса Рёмера (лит. Mykolas Romeris).

## История
28 октября 2004 года Сейм Литовской Республики утвердил резолюцию № ІХ-2515, на основании которой Юридический университет Литвы был переименован в Университет Миколаса Ромериса.
16 декабря 2004 года руководство Университета Миколаса Ромериса единогласно одобрило профессора Альвидаса Пумпутиса его ректором.
23 июля 2009 года Сейм Литовской Республики постановлением № XI-411 утвердил новый Устав университета, а решением руководства университета от 6 октября 2009 года он был утверждён государственным вузом Литвы.
Учредителем университета является Сейм Литовской Республики. Органами управления университета являются Совет университета, Сенат университета и ректор университета.

## Деятельность

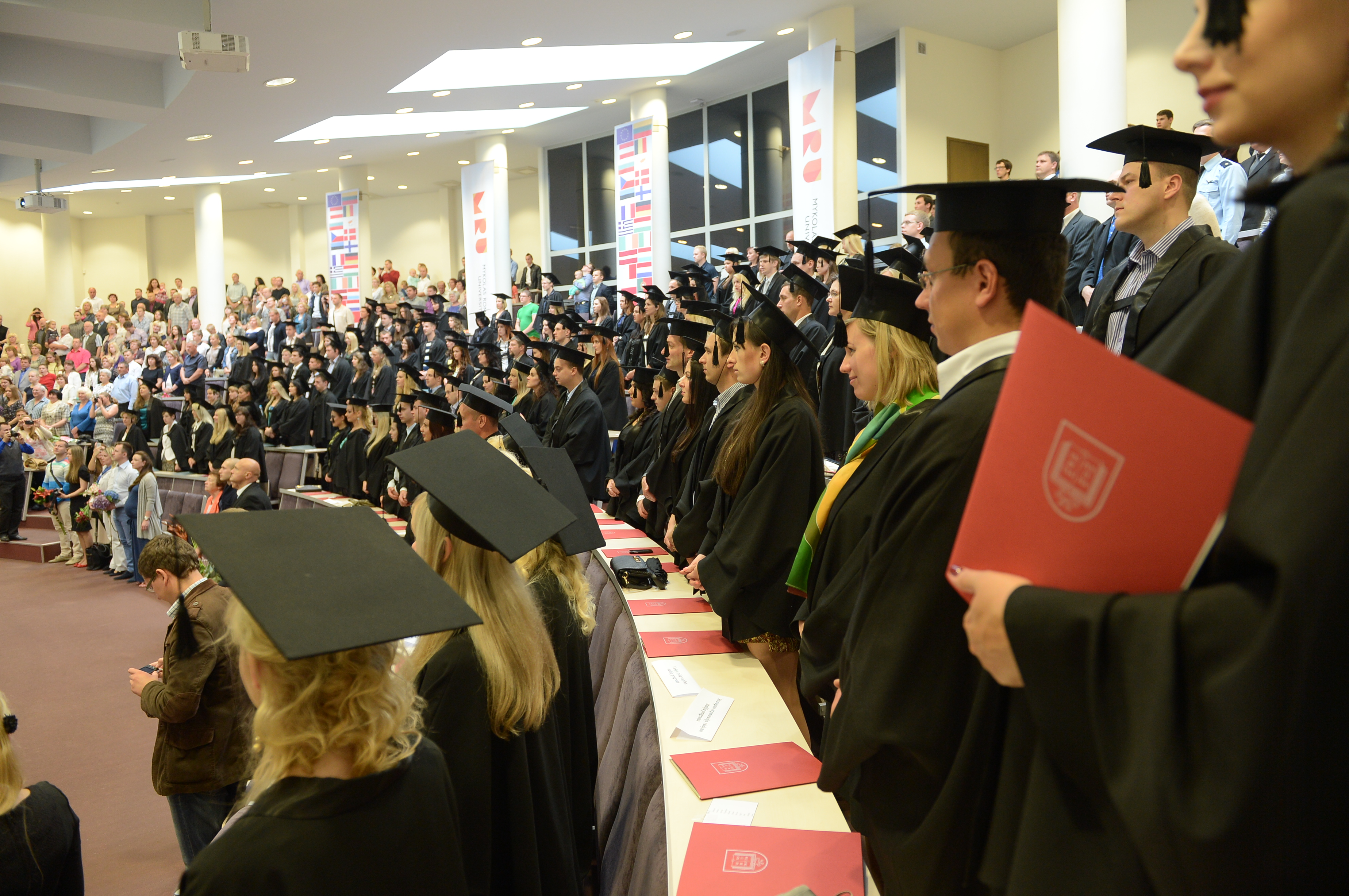
Выпускная церемония 2014 года

Университет Миколаса Ромериса имеет пять факультетов:
- Факультет экономики и управления финансами
- Факультет права
- Факультет политики и менеджмента
- Факультет социальных технологий
- Факультет общественной безопасности
- Бизнес и Медиа школа; в партнёрстве с Мидлсекским университетом (Лондон, Великобритания) и с Dongseo University (Пусан, Южная Корея).

Университет Миколаса Ромериса предлагает обучение по более чем 70 программам на степень бакалавра, магистра и докторской. Основные предметы обучения: бизнес, коммуникации, экономика, финансы, история, менеджмент, информатика, право, филология, философия, политология, психология, государственное управление, общественная безопасность, социология и социальная деятельность. Система образования вуза построена аналогично высшему образованию в странах Европы, основанному на принципах Болонского процесса.
В университете проводятся фундаментальные и прикладные научные исследования; вуз принимает участие в национальных, региональных и международных научно-исследовательских программах и проектах. Вуз участвует в международном сотрудничестве со многими университетами мира. С 2006 года университет предлагает совместные магистерские учебные программы и поощряет своих студентов для получения двух и более дипломов разных вузов и стран.
Студенты университета участвуют в общественной жизни вуза, в частности, активно занимаются спортом и в их числе имеются известные литовские спортсмены:
- Лаура Асадаускайте — пятиборка, чемпионка Олимпийских игр 2012 года;
- Андрей Заднепровский — пятиборец, серебряный призёр Олимпиады 2004 года и бронзовый призёр Олимпиады 2008 года;
- Эдвинас Крунглоцас — пятиборец, серебряный призёр Олимпийских игр 2008 года;
- Гедрюс Титянис — пловец, участник Олимпийских игр 2008 и 2012 годов, призёр чемпионатов Европы;
- Евгений Шуклин — каноист, призёр чемпионатов мира и Европы;
- Миндаугас Гришконис — гребец, призёр европейских и мировых чемпионатов.

## Присоединение кВильнюсскому техническому университету Гедимина
4 декабря 2018 года, в рамках плана оптимизации государственных университетов, подразумевающего уменьшения количества университетов с 14 до 9, Сейм принял решение о начале процесса присоединения Университета Миколаса Ромериса к Вильнюсскому техническому университету Гедимина. В июле 2019 года объединение университетов было отложено до 2022 года из-за неукладывания в сроки по достижению договора между университетами о деталях присоединения. 12 февраля 2022 года Правительство по рекомендации Министерства образования, науки и спорта полностью отказалось от объединения. Университеты не смогли договориться об условиях и дальнейшие переговоры были свёрнуты.